# Adolf Loos Staatspreis Design

Logo des Staatspreises Design (Form bis 1996)

Der Adolf Loos Staatspreis Design ist ein österreichischer Staatspreis, der in Verbindung mit der Privatwirtschaft alle zwei Jahre verliehen wird.

## Geschichte, Organisation
Der nach Adolf Loos benannte Preis ersetzt seit 2001 die Preise „Staatspreis für gute Form“ und „Staatspreis Design“, die mit Unterbrechungen 1962 bis 1997 vergeben wurden, und den „Staatspreis für gestaltendes Handwerk“, der 1989 bis 1996 vergeben wurde.
Ausgelobt wird der Preis durch das Wirtschaftsministerium, die Raiffeisenlandesbank Niederösterreich-Wien, designaustria, den Interessensverband österreichischer Designer und das Bundeskanzleramt. Die Auswahl der Preisträger erfolgt durch eine internationale Jury, die sich aus Fachleuten der Bereiche Theorie, Design, Architektur und Medien zusammensetzt.
Ausgezeichnet werden seit 2001 Hersteller von Produkten, die ein außergewöhnliches Design aufweisen. Aktuell wird der Preis in drei Kategorien vergeben, und zwar für „Räumliche Gestaltung“, „Produktgestaltung“ und „Investitions- und Konsumgüter“. Als Preis der Republik Österreich ist der Adolf Loos Staatspreis auch international ausgerichtet.
Der Adolf Loos Staatspreis Design ist ein undotierter Ehrenpreis. Darüber hinaus gibt es einen Adolf Loos Design Preis, der seit 2005 von der Raiffeisenlandesbank Niederösterreich-Wien mit 40.000 Euro dotiert wird. Dieser zählt aber nicht als Staatspreis.

## Preisträger (Auswahl)
Anmerkung zur Geschichte der Design-Preise
- 1962: Hasso Gehrmann, Elektra Bregenz, Bregenz (Vorarlberg), Kühlschrank „deLuxe“.
- 1965: J. & L. Lobmeyr Glaswaren, Wien, Kristallblock mit eingeschliffener Kugelkalotte.
- 1968: Steyr Daimler Puch, Steyr (OÖ), Geländewagen Steyr-Puch Haflinger Typ 700.
- 1969: Reinhold Zwerger, Eumig GmbH, Wien, Filmprojektor Eumig Mark S-712.
- 1970: Helmut Ohnmacht, Firma Anton Fritz, Innsbruck (Tirol), Projekt „Polybiwak“. Siehe Biwakschachtel.[5]
- 1971: Roman Czernik, Betonwerk M. Papst, Aschbach-Markt (NÖ), Projekt Fertigteil-Trafostation.
- 1972: Gebrüder Böhler GmbH, Kapfenberg (Steiermark), Abbruchhammer „B 220/II“.
- 1973: Reinhold Zwerger, Eumig GmbH, Wien, Video Camera „Eumig 551“.
- 1974: Gernot Grabherr, Bene Büromöbel KG, Waidhofen/Ybbs (NÖ), innovatives Büromöbel-Organisationsprogramm.
- 1977: Vereinigte Edelstahlwerke AG, Wien, Abbruchhammer „B 180“, Meißelhämmer „MH 41, 51, 61“.
- 1978: Rudolf Svoboda, SVOENT Svoboda Entwicklungs KG, St. Pölten (NÖ), Transportable Dolmetscherkabine.
- 1979: Werner Hölbl, Swarowski Optik KG, Solbad Hall (Tirol), Feldstecher „Habicht SL“.
- 1980: Norbert Kotz, Austria Email AG, Wien, Brückenleuchte „Neue Wiener Reichsbrücke“.
- 1981: Franz Drbal, Simmering-Graz-Pauker AG, Wien, U-Bahn-Doppeltriebwagen „Wien“.
- 1985: Gerhard Heufler, Motronic Elektronische Geräte GmbH, Groß St. Florian (NÖ), „Pieps DF“, Notsender und Ortungsgerät für Lawinenverschüttete.
- 1987: Johannes Stadler, NPU Oberwölz (Steiermark), Windsurfsegel „NPU Speed Wing“.
- 1988: Haus-Rucker-Co, Laurids Ortner, Bene Büromöbel KG, Waidhofen/Ybbs (NÖ), Büroeinrichtungsprogramm „C5“.
- 1989a: Design: Peschke + Skone, AKG Acoustics Akustische u. Kinogeräte GmbH, Wien, Kopfhörer „K 1000“.
- 1989b: Handwerk: Franz Forster, Braunau, Metallskulptur: Stele.
- 1990a: Design: Leslie L. Lane Design, Oberglas-Bärnbach GmbH, Bärnbach (Steiermark), Schalen und Vase „Vulcano“.
- 1990b: Handwerk: Georg Kiffmann, Ried am Riederberg (NÖ), Ladenregal.
- 1991a: Design: Kristian Fenzl, Peter Scheer, Rosenbauer AG, Leonding (OÖ), Löschfahrzeug „Panther 8 × 8“.
- 1991b: Handwerk: Maria Baumgartner, Lienz (Tirol), Vase „Dreipass“.
- 1992a: Design: Werner Hölbl, Swarovski Optik, Absam (Tirol), Fernglas „Habicht SLC“.
- 1992b: Handwerk: Josef Wallinger, St. Koloman (Salzburg), Kindertisch.
- 1993a: Design: Karin Pesau, Zumtobel Lighting GmbH, Dornbirn (Vorarlberg), Leuchte „Mildes Licht“ RCA, Luminaire.
- 1993b: Handwerk: Claudia Schobesberger, Wien, Mobil-Bar „barfly“.
- 1994a: Design: Helmut Link, Wien, Katamaran „Linkat“.
- 1994b: Handwerk: Hans Rainer, Eberschwang (OÖ), Pellets-Ofen.
- 1995a: Design: Gerhard Heufler, Jenbacher Energiesysteme AG, Jenbach (Tirol), Schienenfräsmaschine „DHE 675“.
- 1995b: Handwerk: Kurt Voit, Wien, Schrank mit Rollverschluss.
- 1996a: Design: Kiska Industrial Design, Skidata Computer GmbH, Gartenau (Salzburg), Kooperation Skidata – Kiska.
- 1996b: Handwerk: Wolfgang Schmidinger & Helmut Galler, Schwarzenberg (Vorarlberg), Damenschreibtisch.
- 1997: Gerhard Heufler, Schiebel Elektronische Geräte GmbH, Wien, Minensuchgerät „Mimid Miniatur Mine Detector“.
- 2001: Erwin Weitgasser, Detlev Magerer (Zeug Design GmbH), K2 Ski-, Sport- und Mode GmbH, Penzberg (Deutschland), Playmaker Kickboards „kick two“ & „carve two“.
- 2003: EOOS Design GmbH, Montina S.R.L., Udine (Italien), Stuhl „Sweet Wood“.
- 2005: René Chavanne, JustinCase.at, Wien, Tragbares Eventmöbel „JustinCase“.
- 2007: J. & L. Lobmeyr, Mikimartinek, ÖVGW, Lebensministerium, alle: Wien, Wein- und Wassergläser „Achtel“ und „Europe“.
- 2009: Peter Kuschnigg & Otto Bock, Healthcare Products GmbH, Wien, „Axon Hand System“ (Handprothese).
- 2011: Thomas Feichtner, Franz Blaha, Sitz- und Büromöbel Industriegesellschaft m.b.H, Korneuburg (NÖ), Stauraumsystem EGO.
- 2013: Studio Novo Communication & Product Design e.U., Otto Bock Healthcare GmbH, Genium – Beinprothesensystem.
- 2015: Design: Georg Bechter, Baldachin – Integrierter Deckenanschluss für Hängeleuchten
- 2017: Design und Hersteller: Mikme GmbH, Mikme Microphone – Kabelloses Studiomikrofon mit integriertem Audiorekorder und App-Anbindung